# شديد وتمام
الضب شديد والجربوع تمام هو مسلسل رسوم متحركة سعودي فكرة وإنتاج عبدالعزيز العريفي وإخراج عبدالرحمن الكوهجي وسيناريو وحوار عبدالرحمن العريفي. يعتبر أول مسلسل رسوم متحركة يتم إنتاجة في العالم العربي بتقنية الرسوم المتحركة الكاملة Full Animation، وتبدأ قصة المسلسل عندما أنقذ شديد حياة تمام وأصبحوا أصدقاء يتشاركون المغامرات في الهروب من عزيز وحمني من خلال مواقف كوميدية طريفة.
وتنطلق فكرة المسلسل من البيئة والثقافة السعودية والخليجية عموماً، حيث أن مطاردة الضب والجربوع في الصحراء تعتبر هواية لمحبي الرحلات الصحراوية.
حصل المسلسل على الجائزة الفضية في مهرجان القاهرة للإذاعة والتلفزيون الذي يطلق عليه الآن مهرجان القاهرة للإعلام العربي عام 2003م.
شارك في الدبلجة الصوتية الفنان حبيب الحبيب والكوميدي إبراهيم الخير الله وبسام أبانمي وعدد من المؤديين.